# Sitio de Olomouc
El sitio de Olomouc tuvo lugar en 1758 durante la Guerra de los Siete Años: un ejército prusiano liderado por  Federico el Grande asedió la ciudad de Olomouc (Olmütz) en Moravia, que estaba en posesión de los  Habsburgo de Austria. Los sitiadores se enfrentaron a una oposición mayor de la esperada y les faltó prácticamente comida cuando un ejército austriaco interceptó un gran convoy de suministros prusiano en la batalla de Domstadtl. Aislado y amenazado por el cerco, Federico el Grande abandonó el asedio y se vio obligado a retirarse de Moravia.